# Robert L. Ghormley

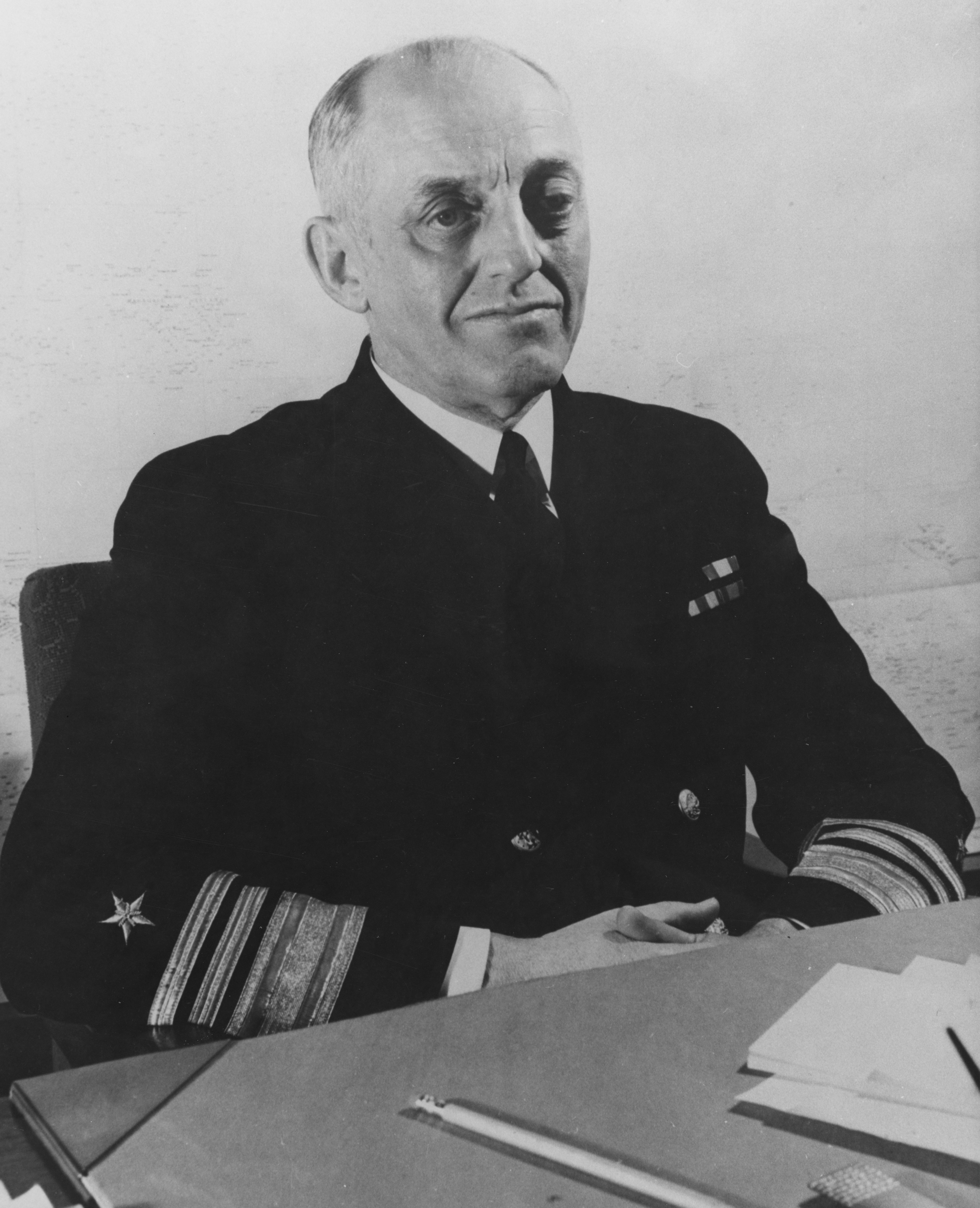
Vizeadmiral Robert L. Ghormley, 1942

Robert Lee Ghormley (* 15. Oktober 1883 in Portland; † 21. Juni 1958) war ein Vice Admiral der US Navy im Zweiten Weltkrieg.

## Militärische Laufbahn
Ghormley schloss 1906 die US Naval Academy in Annapolis ab und diente anschließend fünf Jahre auf verschiedenen Kreuzern. Von 1911 bis 1913 diente er als Flaggleutnant des Oberbefehlshabers der US-Pazifikflotte, wobei er 1912 am Feldzug gegen Nicaragua teilnahm. Danach diente er an der US Naval Academy. Lieutenant Commander Ghormley diente im Ersten Weltkrieg auf dem Schlachtschiff Nevada als Flaggassistent. Später im Krieg wurde er Vizedirektor des Naval Overseas Transportation Service. Von 1920 bis 1922 kommandierte er das Patrouillenboot Niagara sowie den Zerstörer Sands im Mittelmeer.
Im Juli 1921 wurde er zum Commander befördert. Von 1923 bis 1925 diente er dem stellvertretenden Secretary of the Navy und als Executive Officer (XO) auf dem Schlachtschiff USS Oklahoma für die nächsten zwei Jahre. 1927 diente er im Secretary of the Navy’s General Board in Washington, D.C. Captain Ghormley war Stabschef für die Schlachtflotte und die Kommandeure der US-Flotte in den frühen 1930er Jahren. Nachdem er mit dem Chief of Naval Operations gearbeitet hatte, wurde er 1935 Kommandant der USS Nevada und kehrte nach einem Jahr zurück zum Stab der US-Flotte. 1938 schloss er den Senior-Kurs am Naval War College ab.
Rear Admiral Ghormley war Vorsitzender der Abteilung für Kriegspläne und stellvertretender Chief of Naval Operations bis August 1940. Danach wurde er in das Vereinigte Königreich versetzt, um dort als Marinebeobachter zu dienen. Vice Admiral Ghormley diente als kommandierender Admiral der Südpazifik-Flotte und der dortigen Truppen von Juni bis Oktober 1942, während der kritischen frühen Phase des Guadalcanal-Feldzugs (Guadalcanal und Tulagi). Nach einigen Monaten des Dienstes zurück in Washington (D.C.), kehrte er zurück in den Pazifik und wurde Kommandant des 14th Naval District in Hawaii. Von August 1940 bis zum März 1942 war er als Special Naval Observer in London eingesetzt und übernahm vom März bis zum April als erster das Kommando der US Naval Forces Europe. Im Dezember 1944 wurde Vice Admiral Ghormley Kommandeur der US Naval Forces Germany und diente in dieser Verwendung bis Dezember 1945. Zuletzt diente er im Stab des Department of the Navy und wurde im August 1946 pensioniert. Vice Admiral Robert L. Ghormley verstarb am 21. Juni 1958.

## Auszeichnungen
Auswahl der Auszeichnungen, sortiert in Anlehnung der Order of Precedence of Military Awards:
- Army Distinguished Service Medal
- Navy Distinguished Service Medal
- Legion of Merit

Des Weiteren Nicaraguan Campaign Medal (USS California), Mexican Service Medal (USS California), Victory Medal, Atlantic Fleet Clasp (USS Minnesota), American Defense Service Medal, Base Clasp, European-African-Middle Eastern Campaign Medal, Asiatic-Pacific Campaign Medal und World War II Victory Medal.